# Entraînement métacognitif
L'entraînement métacognitif traite les symptômes de la psychose dans la schizophrénie en particulier les délires et qui a été adaptée à d'autres troubles tels que la dépression, le trouble obsessionnel-compulsif et le trouble borderline. Il a été développé par Steffen Moritz et Todd Woodward. L'intervention est basée sur les principes théoriques de la thérapie cognitivo-comportementale mais se concentre en particulier sur les styles de pensée problématiques (biais cognitifs) associés au développement et au maintien des symptômes positifs, par exemple une confiance excessive dans les erreurs et des conclusions hâtives. L'entraînement métacognitif existe sous forme de groupe et d'intervention individualisée .

## Arrière-plan
La métacognition peut être définie comme le fait de « penser sur les pensées ». Au fil de l'entraînement, les biais cognitifs à l’origine des symptômes positifs sont identifiés et corrigés. Les preuves empiriques actuelles supposent un lien entre certains biais cognitifs, comme le fait de tirer des conclusions hâtives, et le développement et le maintien de la psychose.
En conséquence, la correction de ces styles de pensée problématiques devrait conduire à une réduction des symptômes.

## Intervention
Dans huit unités d'entrainement et deux modules supplémentaires, des exemples de « pièges cognitifs » pouvant favoriser le développement et le maintien des symptômes positifs de la schizophrénie sont présentés de manière ludique aux patients. Les patients sont invités à réfléchir de manière critique à leurs schémas de pensée, qui peuvent contribuer à des comportements problématiques, et à mettre en œuvre le contenu de l’entraînement dans la vie quotidienne. L'entraînement métacognitif traite des styles de pensée problématiques suivants : attributions monocausales, conclusions hâtives, rigidité, problèmes de cognition sociale, excès de confiance face aux erreurs de mémoire et schémas de pensée dépressifs. Les modules supplémentaires traitent de la stigmatisation et de la faible estime de soi. L'entraînement métacognitif individualisé cible les mêmes symptômes et biais cognitifs que l'entraînement de groupe, mais est plus flexible dans la mesure où il permet d'aborder des sujets individualisés. Le matériel de traitement pour la formation de groupe peut être obtenu gratuitement dans plus de 30 langues sur le site Internet.

## Efficacité
Une méta-analyse récente a révélé des améliorations significatives des symptômes positifs et des délires, ainsi que de l'acceptation de l'entraînement. Ces résultats ont été reproduits en 2018  et 2019. Une méta-analyse plus ancienne basée sur un plus petit nombre d’études a révélé un effet faible , qui a atteint un effet significatif lorsque des études plus récentes ont été prises en compte Des études individuelles fournissent des preuves de l'efficacité à long terme de l'approche au-delà de la période de traitement immédiate,.
Une méta-analyse basée sur 43 études (N= 1 816 individus) a montré que l'entraînement métacognitif améliorait les délires, les hallucinations, les biais cognitifs, les symptômes négatifs et le fonctionnement. Il est recommandé comme traitement fondé sur des données probantes par le Collège royal des psychiatres d'Australie et de Nouvelle-Zélande  ainsi que par l'Association allemande de psychiatrie, de psychothérapie et de psychosomatique.

## Adaptations à d'autres troubles
L'entraînement métacognitif a été adapté pour d’autres troubles mentaux. Des études empiriques ont été réalisées sur le trouble de la personnalité limite, le trouble obsessionnel-compulsif (approche d'auto-assistance), la dépression, les troubles bipolaires , et le jeu problématique.